# Levcenkî, Zinkiv
Levcenkî (în ucraineană Левченки) este un sat în comuna Udovîcenkî din raionul Zinkiv, regiunea Poltava, Ucraina.

## Demografie
Componența lingvistică a localității Levcenkî
     Ucraineană (92,13%)
     Română (6,74%)
     Alte limbi (0,56%)
Conform recensământului din 2001, majoritatea populației localității Levcenkî era vorbitoare de ucraineană (92,13%), existând în minoritate și vorbitori de română (6,74%).